# トンデモワンダーズ
「トンデモワンダーズ」は、日本のボカロP・sasakure.UK制作のVOCALOID楽曲。アプリゲーム『プロジェクトセカイ カラフルステージ! feat. 初音ミク』の収録曲として、2021年6月18日に発表され、「ワンダーランズ×ショウタイム」とボーカルシンセサイザーの初音ミク・KAITOが歌唱する。

## 概要

### ゲーム内
2021年6月18日、ゲーム『プロジェクトセカイ カラフルステージ! feat. 初音ミク』内のユニット「ワンダーランズ×ショウタイム」のユニット楽曲として追加された。ゲーム内では、楽曲追加とともにイベント「ワンダーマジカルショウタイム!」が開催され、同月30日にこの曲の初音ミクとKAITOが歌うバージョン（バーチャルシンガーver.）が追加された。また、同年10月には、メンバーそれぞれによるソロバージョン（ゲーム内では「アナザーボーカルver.」と呼称）が追加されている。同曲のMASTERはLv.32で、ゲーム内でも最難関クラスに分類されている。

### 楽曲・ミュージックビデオ
ミュージックビデオは、sasakura.UKのチャンネルでニコニコ動画とYouTubeでともに2021年6月19日から公開されている。楽曲としては退廃していく世界を舞台としており、KAI-YOU.netのライターであるヒガキユウカの記事によると「底抜けにポップなサウンド」が特徴的な楽曲となっている。ドットアニメは、ピクセルアーティストのAPO+が手がけている。ヒガキユウカは、この曲に対して、「sasakure.‌UKの真骨頂」という表現を用いている。2022年1月放送のラジオ番組『INI Tunes』では、INIのメンバー・池﨑理人がお気に入りの一曲として紹介し、「バーチャル」ではあるものの、キャピキャピとした「アイドルっぽい」楽曲だと話している。
sasakure.UKの代表曲の一つとして紹介されることもある。

### 反響
『トンデモワンダーズ』公開後、ニコニコ動画上ではミリオンを達成し、2022年7月時点でのYouTube上の再生回数は1350万回を突破した。
また、SNS上で爆発的にバズり、TikTokではワンダーランズ×ショウタイムの音源に合わせた「踊ってみた」動画が話題となった。また、2021年10月のBILLBOARD JAPANの記事ではTikTok上でミーム化していることが指摘されている。この状況を受けて、ゲーム『プロジェクトセカイ』のプロデューサーを務める近藤裕一郎は、TikTok上で『トンデモワンダーズ』を聞いた後にゲームに流入する若い世代は珍しくないと語っている。
TikTokerのあかせあかり、VTuberのフレン・E・ルスタリオ、莉犬、うらたぬき、尾丸ポルカ、相羽ういは・長尾景など、多くのインフルエンサーによるカバーもなされている。

## 収録・リリース

### シングル
- トンデモワンダーズ/Glory Steady Go（2023年2月15日、歌: ワンダーランズ×ショウタイム[メンバー 1]、KAITO）

### 配信シングル
- 『トンデモワンダーズ』（2021年6月22日、歌: 初音ミク、KAITO）[1][15]

### アルバム
- 『未来イヴ』（2023年7月8日、アーティスト: sasakure.UK、レコード: ササクレイション）[21]

### 楽譜
- 「トンデモワンダーズ feat. 初音ミク ピアノ かんたん 歌詞付き ドレミ付き 初心者/sasakure.UK」（2022年1月10日）[22]

## 楽曲使用

### ライブ・公演
- 「MIKU LAND 2021 ～SUMMER VACATION～」（2021年8月31日、DJ: 星菜日向夏・水科葵）[23]
- 「ダンマスワールド3」（2021年9月23日、なひつきした［くつしたちゃん・なひ・月浪］）[24]
- 「Project SEKAI セカイシンフォニー」（2021年10月16日）[25]
- 「HIGH FIVE 2022 ～ODOROYO～」（2022年2月23日、まりん・まなこ・わた・まさと・たまひよ。）[26]
- 「VTuber Fes Japan 2022」（2022年4月30日、神楽めあ・しぐれうい）[27]
- 「hololive 4th fes. Our Bright Parade Supported By Bushiroad」（2023年3月18日、アユンダ・リス・アイラニ・イオフィフティーン）[28]

### 大会・イベント内企画
- 「プロジェクトセカイ スペシャルチームマッチ2021」（2021年9月25日）[7]
- 「プロジェクトセカイ Championship 2021 Autumn」（2021年9月26日、準決勝）[6]
- 「プロジェクトセカイ Championship 2022 Spring powered by ヴァイスシュヴァルツ」（2022年4月30日、決勝戦2曲目）[29]

## 評価

### ランキング
| 名前                                   | 順位 | 備考                                 | 出典   |
| -------------------------------------- | ---- | ------------------------------------ | ------ |
| TikTok HOT SONG Weekly Ranking         | 8位  | 2021年9月13日～2021年9月19日の集計   | [ 17 ] |
| TikTok HOT SONG Weekly Ranking         | 4位  | 2021年9月20日～2021年9月26日の集計   | [ 30 ] |
| TikTok HOT SONG Weekly Ranking         | 3位  | 2021年9月27日～2021年10月3日の集計   | [ 18 ] |
| TikTok HOT SONG Weekly Ranking         | 4位  | 2021年10月04日～2021年10月10日の集計 | [ 31 ] |
| TikTok HOT SONG Weekly Ranking         | 4位  | 2021年10月11日～2021年10月17日の集計 | [ 32 ] |
| TikTok HOT SONG Weekly Ranking         | 5位  | 2021年10月18日～2021年10月24日の集計 | [ 33 ] |
| TikTok HOT SONG Weekly Ranking         | 5位  | 2021年10月25日～2021年10月31日の集計 | [ 34 ] |
| TikTok HOT SONG Weekly Ranking         | 6位  | 2021年11月1日～2021年11月7日の集計   | [ 35 ] |
| TikTok HOT SONG Weekly Ranking         | 11位 | 2021年11月8日～2021年11月14日の集計  | [ 36 ] |
| TikTok HOT SONG Weekly Ranking         | 14位 | 2021年11月15日～2021年11月21日の集計 | [ 37 ] |
| TikTok HOT SONG Weekly Ranking         | 13位 | 2021年11月22日～2021年11月28日の集計 | [ 38 ] |
| TikTok HOT SONG                        |      | 2021年10月                           | [ 39 ] |
| TikTok HOT SONG                        |      | 2021年11月                           | [ 40 ] |
| TikTok HOT SONG                        |      | 2021年12月                           | [ 41 ] |
| ゲームソング（楽曲）神曲ランキング2021 | 14位 | アニメイトタイムズ調べ               | [ 42 ] |

## カバー
- うらたぬき - 2022年4月6日リリースの配信アルバム『うらたぬき「歌ってみた①」』に収録[43]。

### ユニットメンバー
1. 1 2 3  天馬司（廣瀬大介）、鳳えむ（木野日菜）、草薙寧々（Machico）、神代類（土岐隼一）